# Castelsardo
Castelsardo é uma comuna italiana da região da Sardenha, província de Sassari, com cerca de 5.396 habitantes. Estende-se por uma área de 45 km², tendo uma densidade populacional de 120 hab/km². Faz fronteira com Sedini, Sorso, Tergu, Valledoria.
Pertence à rede das Aldeias mais bonitas de Itália.

## Demografia
| Variação demográfica do município entre 1861 e 2011                               |
|                                                                                   |
| Fonte: Istituto Nazionale di Statistica (ISTAT) - Elaboração gráfica da Wikipedia |